# Wugui
Wugui (kinesiska: 五桂) är en köping i sydvästra Kina. Den ligger i stadsdistriktet Tongnan i storstadsområdet Chongqing,  omkring 84 kilometer väster om det centrala stadsdistriktet Yuzhong. Antalet invånare är 8 341. Befolkningen består av 4 170 kvinnor och 4 171 män. Barn under 15 år utgör 23,0 %, vuxna 15-64 år 60 %, och äldre över 65 år 16,0 %.